# Venezillo apacheus
Venezillo apacheus là một loài chân đều trong họ Armadillidae. Loài này được Mulaik & Mulaik miêu tả khoa học năm 1942.